# Jules Leclerc d'Osmonville
Jules Leclerc d'Osmonville est un homme politique français né le 26 avril 1797 à Laval (Mayenne) et mort le 16 janvier 1871 à Laval.

## Biographie

### Origine et famille
Sa famille est originaire de Normandie. Il est le cousin germain de Paul Boudet. Son père a épousé à Laval, en 1791, une fille d'un riche négociant, Jeanne Julie Delauney de Fresnay, à qui Louis XVI accorda des lettres de noblesse. Il épousa à Meaux, le 29 avril 1828, Adélaïde-Prosper-Charlotte Friguet-Despréaux.
Il a demandé, en 1850, l'autorisation d'ajouter à son nom patronymique le nom de son beau-père, d'Osmonville, autorisation qui lui fut accordée par décret impérial en date du 17 juillet 1857.

### Industriel et maire
Il se consacre à l'industrie : d'abord comme chef d'une grande maison d'exportation, puis comme propriétaire des mines de charbon spécialement l'exploitation des mines de Mayenne-et-Sarthe, quand il fut nommé lieutenant-colonel de la garde nationale de Laval (18 janvier 1841), puis maire de cette ville (1844). Il est maire de Laval de 1844 à 1847.

### Député
Nommé président du tribunal de commerce par décret du 18 mai 1848, et élu conseiller général.
Il échoue une première fois aux Élections législatives de 1852 dans la Mayenne, mais est élu aux Élections législatives de 1853, à la suite du décès du général René Charles Duvivier. Il est envoyé par la première circonscription de Laval comme candidat gouvernemental à la Chambre des députés, le 5 février 1853, et est constamment réélu.
Député de la Mayenne de 1853 à 1870, siégeant dans la majorité dynastique soutenant le Second Empire.

### Religion
Dévoué au Second Empire, il soutint toujours dans ses votes la cause de l'Église. Il protesta contre un article du Pays qui, en 1869, l'avait accusé d'avoir donné, sans en comprendre la portée, sa signature à la demande d'interpellation de 116 députés contre la politique du gouvernement. Il prend quelquefois la parole au Parlement, notamment en 1858, pour protester contre la part attribuée à la ville de Paris dans le budget de l'Etat pour l'achèvement du boulevard Sébastopol.
Il a pris une part importante à l'érection de l'évêché de Laval. Il avait présidé en 1848 le comité qui s'était formé pour demander l'érection d'un évêché à Laval, que son influence de député parvint à obtenir. Il est chevalier de la Légion d'honneur depuis 1847, et officier depuis 1866.

## Généalogie
1. Pierre Delaunay, époux de Marie Leroy
  1. Pierre Delaunay, époux de Jeanne Verger
    1. Marie Delaunay
    2. Léon Delauney
    3. Prosper Delauney

  2. François Delaunay de Fresnay (1729-1799), négociant
    1. Marie Gabrielle Delaunay de Fresnay (1769-1837) mariée avec Etienne Boudet
      1. Paul Boudet

    2. Françoise Marie Delaunay de Fresnay, mariée avec Bernard Plaichard Choltière
    3. Jeanne Julie Delaunay de Fresnay (1773-1801) mariée avec Aimé Leclerc
      1. Jules Leclerc d'Osmonville

    4. Victoire Delaunay de Fresnay
    5. Hyacinthe Delaunay de Fresnay (1779-1841), mariée avec Louis Segrétain
    6. Clémence Henriette Delaunay de Fresnay, mariée avec Prosper Delauney

  3. Julien Delaunay

## Sources
- « Jules Leclerc d'Osmonville », dans Adolphe Robert et Gaston Cougny, Dictionnaire des parlementaires français, Edgar Bourloton, 1889-1891 [détail de l’édition]
- « Jules Leclerc d'Osmonville », dans Alphonse-Victor Angot et Ferdinand Gaugain, Dictionnaire historique, topographique et biographique de la Mayenne, Laval, A. Goupil, 1900-1910 [détail des éditions] (BNF 34106789, présentation en ligne), t. III